# Phyllobates lugubris
Phyllobates lugubris ist eine Art der Gattung Blattsteiger (Phyllobates) und gehört der Familie der Baumsteigerfrösche (Dendrobatidae) an. Sie wird im Deutschen auch als Düsterer Blattsteiger bezeichnet. Wie bei vielen Baumsteigerfröschen warnt die kräftige Körperfärbung Fressfeinde vor der Giftigkeit der Tiere.

## Merkmale
Es handelt sich bei der Art um kleine Frösche mit einer Kopf-Rumpf-Länge von 21 Millimetern (Männchen) bzw. 24 Millimetern (Weibchen). Die Haut ist am Rücken, der Oberseite der Gliedmaßen und der Unterseite der Oberschenkel leicht körnig strukturiert. An der Unterseite der Gliedmaßen und am Bauch ist die Haut glatt. Der Kopf ist länger als breit und besitzt eine abgerundete, stumpfe Schnauze. Sowohl die Zähne in den Kieferknochen als auch im Mundhöhlendach sind ausgebildet. Der erste Finger ist länger als der zweite, die Zehenzwischenräume sind ohne Schwimmhäute. Die Männchen entwickeln dunkle Brunstschwielen auf der Innenseite der Daumen und besitzen kräftigere Unterarme als die Weibchen.
Die Frösche treten in einer Reihe von Farbvarianten auf. Die Körpergrundfarbe ist schwarz; beidseits des Rückens verlaufen blassgelbe bis kräftig goldorange oder türkise Längsstreifen. Daneben kann mittig auf dem Rücken ein weiterer Längsstreifen ausgebildet sein. Bei einer auf der Colón-Insel lebenden Population sind diese drei Streifen so stark ausgeprägt, dass sie nahezu den gesamten Rücken gelb färben. Ein weiterer hell-türkiser bis weißer Streifen verläuft von der Schnauzenspitze unterhalb der Augen an der Oberlippe bis zu den Armen. Die Oberseiten der Beine sind in der Farbe der Längsstreifen mehr oder weniger stark marmoriert. Die Bauchseite ist schwarz und dabei blau, grün, weiß oder silbrig marmoriert. Die Kehle ist rein schwarz. Die Augen sind groß und haben eine schwarze oder dunkelbraune Iris. Sie heben sich somit nur schlecht von der schwarzen Körpergrundfarbe ab. Die Froschart Pristimantis gaigeae imitiert das Aussehen von Phyllobates lugubris.
Die Kaulquappen erreichen eine Länge von etwa 24 Millimetern. Ihr Körper und die Schwanzmuskulatur sind dunkelbraun gefärbt, wobei die Farbe zur Bauchseite hin etwas heller wird. Der Flossensaum ist durchsichtig und besitzt braune Flecken. Die Schwanzlänge beträgt davon etwa 58 Prozent. Der Körper ist abgeflacht, die Höhe des Schwanzes wächst nicht direkt proportional mit der Länge mit. Die Schnauze ist abgerundet und hat die Nasenlöcher seitlich. Die Augen befinden sich dorsolateral. Die Mundöffnung ist nach unten gerichtet.

## Vorkommen
Die Art kommt in den karibischen Tieflandregenwäldern vom südöstlichsten Ausläufer Nicaraguas, über Costa Rica bis in den Nordwesten Panamas vor. Auch auf den Inseln der Bocas del Toro ist sie anzutreffen. Man findet sie von Meereshöhe bis in etwa 650 Meter vor. Die Tiere bevorzugen nasse und feuchte Wälder des Flachlandes, kommen aber auch am Rande von feuchten Wäldern des beginnenden Berglandes vor. Sie bewohnen das abgefallene Laub in der Bodenstreu, bevorzugt in der Nähe von langsam fließenden Gewässern.

## Lebensweise
Phyllobates lugubris ist tagaktiv und sehr agil. Die Tiere sind nicht territorial. Sie ernähren sich von verschiedensten Wirbellosen, meistens von bodenlebenden Spinnen und Insekten, wie etwa Ameisen.
Die Tiere leben in feuchter Umgebung bei 85 bis 100 % Luftfeuchtigkeit und zwischen 24 und 26 Grad Celsius am Tag, nachts kühlt es ab. Die Brutzeit ist während der Regenzeit. Die Männchen rufen meist von versteckt liegenden Plätzen aus nach den Weibchen. Man kann sie vor allem morgens und abends und auch bei hoher Luftfeuchtigkeit hören. Es handelt sich dabei um einen gleichmäßig hohen, leisen Triller, der aus Schreien und gluckernden Tönen besteht, die für mehrere Sekunden anhalten. Das Geräusch kann mit dem Reiben an einem aufgeblasenen Luftballon verglichen werden. Männchen und Weibchen bauen gemeinsam ein Nest am Boden inmitten des Laubs. Der Amplexus bei der Paarung erfolgt mitunter recht ruppig. Nur das Männchen kümmert sich um den Nachwuchs. Dieses befeuchtet das Nest mit dem Laichgelege in regelmäßigen Abständen. Nach 9 bis 14 Tagen schlüpfen die Larven. Sie werden anschließend vom Männchen in Gruppen von fünf bis zehn am Rücken zu nahe gelegenen Wasserstellen getragen. Nach etwa zwei Monaten ist die Metamorphose zum Frosch abgeschlossen, der dann etwa 12 Millimeter lang ist. Nach weiteren 10 Monaten sind die Tiere geschlechtsreif.

## Gefährdung
Die Art ist regional durch den Verlust ihres Lebensraums bedroht. Insbesondere Waldrodungen und Wasserverschmutzung sind dafür verantwortlich. Der Gesamtbestand wird von der IUCN aber noch als nicht gefährdet („Least Concern“) bewertet.

## Gift
Wie auch die anderen Arten der Gattung Phyllobates bilden die Frösche das hochgiftige Batrachotoxin in ihrer Haut. Phyllobates lugubris ist im Vergleich zu dem anderer Arten der Gattung aber wegen der niedrigen Konzentration in ihrem Körper nicht sehr giftig. Mitunter wird auch kein Gift gebildet.